# Andrew Vachss
Andrew Henry Vachss (New York, 19 oktober 1942 – 27 december 2021) was een Amerikaanse detectiveschrijver, kinderbeschermingsadviseur en advocaat, die uitsluitend kinderen en jongeren vertegenwoordigde.

### De Burke-serie
Vertaald in het Nederlands:
- Flood (1985) ("Burkes Manhattan")
- Strega (1987) ("Strega")
- Blue Belle (1988) ("Blue Belle")
- Hard Candy (1989) ("Burkes wraak")
- Blossom (1990) ("Blossom")
- Sacrifice (1991) ("Wraakoffer")
- Down in the Zero (1994) ("De leegte in")

Niet vertaald in het Nederlands:
- Footsteps of the Hawk (1995)
- False Allegations (1996)
- Safe House (1998)
- Choice of Evil (1999)
- Dead and Gone (2000)
- Pain Management (2001)
- Only Child (2002)
- Down Here (2004)
- Mask Market (2006)
- Terminal (2007)
- Another Life (2008)

### Overige romans
- A Bomb Built in Hell (1973)
- Shella (1993) ("Shella")
- Batman: The Ultimate Evil (1995) ("Batman. De wortels van het kwaad")
- The Getaway Man (2003)
- Two Trains Running (2005)
- Haiku (2009)